# Discosomaticus
Discosomaticus is een geslacht van hooiwagens uit de familie Cosmetidae.
De wetenschappelijke naam Discosomaticus is voor het eerst geldig gepubliceerd door Roewer in 1923. 

## Soorten
Discosomaticus omvat de volgende 3 soorten:
- Discosomaticus cinctus
- Discosomaticus distinctus
- Discosomaticus sturmi